# Will Kemp

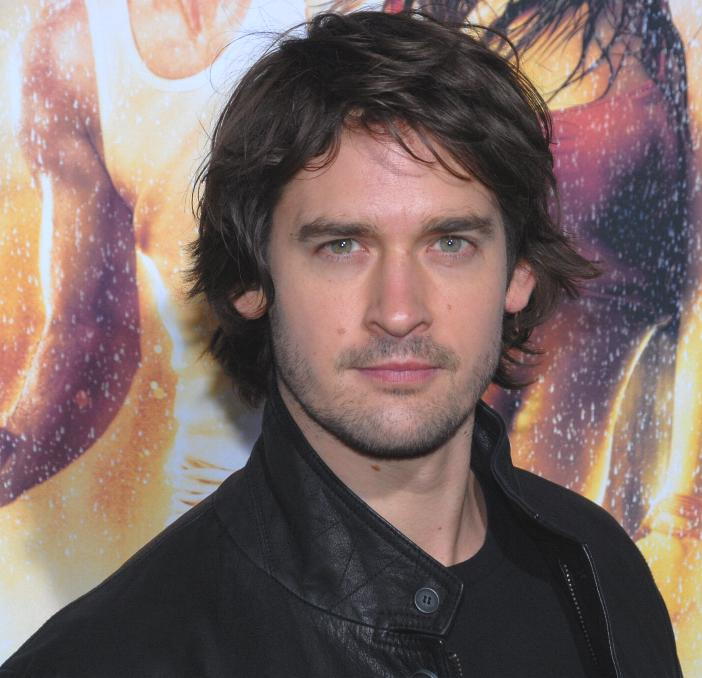
Will Kemp (2008)

William „Will“ Kemp (* 29. Juni 1977, Hertfordshire, England, UK) ist ein britischer Tänzer und Schauspieler.

## Wirken
Kemp begann seine klassische Tanzausbildung im Alter von neun Jahren. Er besuchte unter anderen die renommierte Royal Ballet School in London. Im Alter von 17 Jahren wurde er Mitglied der Gruppe „Adventures in Motion Pictures (AMP)“. Hier tanzte er von 1997 bis 2000 die Hauptrolle des Schwans in einer ausschließlich mit Männern besetzten Version von „Schwanensee“. Kemp war des Weiteren in mehreren Werbespots für den Bekleidungskonzern GAP zu sehen, unter anderem an der Seite von Sarah Jessica Parker. Im Jahr 2004 tauchte Kemp erstmals im Kino auf. In der Verfilmung Van Helsing war er in der Rolle des Prinzen Velkan Valerious an der Seite von Hugh Jackman und Kate Beckinsale zu sehen. Im gleichen Jahr folgte der Film Mindhunters. 2008 kam der Tanzfilm Step Up 2 the Streets in die Kinos, in dem er Direktor Blake Collins spielt.
In den Jahren 2019 und 2020 spielte er in zwei romantischen Filmen an der Seite der bekannten Fernsehschauspielerin Lacey Chabert einen Chocolatier sowie einen Tanzlehrer.
Kemp und seine Frau haben eine Tochter und einen Sohn.

## Filmografie (Auswahl)
- 1996: Swan Lake (Fernsehfilm)
- 2001: The Car Man (Fernsehfilm)
- 2004: Van Helsing
- 2004: Mindhunters
- 2006: Pinocchio (Fernsehfilm)
- 2007: Miguel & William
- 2008: Step Up to the Streets
- 2008: New Tricks – Die Krimispezialisten  (New Tricks; Fernsehserie, 1 Folge)
- 2009: The Prisoner – Der Gefangene (The Prisoner; Fernsehserie, 2 Folgen)
- 2014: Petals on the Wind
- 2017: Nightmare – Schlaf nicht ein! (Slumber)
- 2017: Reign (Fernsehserie, 16 Folgen)
- 2018: Royal Matchmaker – Die königliche Heiratsvermittlerin (Royal Matchmaker, Fernsehfilm)
- 2019: Love, Romance & Chocolate (Fernsehfilm)
- 2020: Spinning Out (Fernsehserie)
- 2020: Der Weihnachtswalzer (Christmas Waltz, Fernsehfilm)
- 2021: Prinzessinnentausch 3: Auf der Jagd nach dem Stern